# Нахабино (станция)
Наха́бино — железнодорожная станция Рижского направления Московской железной дороги в одноимённом посёлке городского типа Московской области. Входит в Московско-Смоленский центр организации работы железнодорожных станций ДЦС-3 Московской дирекции управления движением. По основному характеру работы является грузовой, по объёму работы отнесена к 1 классу.

## История
Станция была открыта в 1901 году в составе Московско-Виндавской железной дороги. Электрифицирована в 1945 году в составе участка Рижский вокзал — Нахабино, первого на Рижском направлении.
В 1920-х годах для обслуживания военных полигонов была проложена железнодорожная ветка Нахабино — Павловская Слобода, отходившая от западной горловины станции Нахабино. В 1964 году участок был электрифицирован.
В связи с резким уменьшением пассажиропотока, вызванным ликвидацией воинских частей в Павловской Слободе, в 1995—1996 годах движение по линии было остановлено. Официально ветка была закрыта в декабре 2011 года.

### Реконструкция станции
В связи с началом активных работ на строительстве МЦД-2 Подольск — Нахабино в январе 2019 года начались работы по реконструкции станции и созданию ТПУ.
6 июня 2020 года открылся надземный конкорс с двумя выходами и сходами на островные платформы № 1 и № 2, 28 июля состоялось официальное открытие в присутствии мэра Москвы С. С. Собянина и генерального директора — председателя правления ОАО «РЖД» О. В. Белозёрова. 4 июля 2021 года заработала береговая платформа № 3.

## Структура
Станция имеет выходы в пгт Нахабино на улицы Железнодорожная, Вокзальная и Институтская.
Поезда дальнего следования на станции не останавливаются. Останавливаются все пригородные поезда. Является конечной станцией маршрута МЦД-2 Московских центральных диаметров. Пассажирское сообщение осуществляется электропоездами. На запад беспересадочное сообщение осуществляется до станции Муравьёво, на восток — до станций Москва-Рижская и Тула I-Курская (на Курское направление). Через станцию проходит ~162 пары пригородных поездов, для 107 пар станция является конечной. Время движения от Рижского вокзала до станции — 53 минуты.
На станции две высокие островные и одна боковая платформа, соединенные крытым пешеходным мостом (конкорсом) с посёлком, и пять пассажирских путей. Электропоезда из Москвы отправляются с 1-й платформы, электропоезда в Москву — со 2-й платформы. Часть электропоездов, следующих в Москву от Нахабино из электродепо, отправляются от 1-й платформы, так как съездов из депо ко второй платформе не предусмотрено. В 2016 г. оборудована турникетами. На станции работает касса дальнего следования.
Является самой западной станцией скоростного городского транспорта Москвы.

## Общественный транспорт
Около станции находятся конечные остановки автобусов и маршрутных такси. Большинство автобусов пригородного и городского сообщения отправляются с Институтской улицы, автобусы № 29 и № 827 отправляются с Вокзальной улицы. Маршрутное такси № 496 Нахабино — Москва (м. Тушинская) прекратило работу с декабря 2011 года.
| № маршрута   | Маршрут                                                                             |
| ------------ | ----------------------------------------------------------------------------------- |
| 1            | станция Нахабино — ул. Парковая — Новый городок — станция Нахабино                  |
| 1 (Обратный) | станция Нахабино — Новый городок — ул. Парковая — станция Нахабино                  |
| 5            | станция Нахабино — Красноармейская улица                                            |
| 11           | станция Нахабино — посёлок Тушинский                                                |
| 20           | станция Нахабино — Чесноково                                                        |
| 21           | станция Нахабино — Славково                                                         |
| 22           | станция Нахабино — Павловская Слобода — Аносино — Истра — станция Новоиерусалимская |
| 23           | станция Нахабино — Павловская Слобода                                               |
| 28           | станция Нахабино — Козино                                                           |
| 29           | станция Нахабино — Нефедьево                                                        |
| 38           | станция Нахабино — Веледниково                                                      |
| 827          | станция Нахабино — станция Павшино                                                  |
| 372          | станция Нахабино — Станция Истра                                                    |

## Фотографии
| - На пассажирской платформе |